# Boayan
Boayan est une île des Philippines située en mer de Chine du Sud, près du littoral occidental de la partie nord de l'île de Palawan.
Administrativement, Boayan est un barangay de la municipalité de San Vicente.

## Tourisme et transport
Boayan est à 45 minutes en bangca (bateau-taxi local) de la ville de San Vicente. 